# Overhoorprogramma
Een overhoorprogramma is een computerprogramma dat voornamelijk gebruikt wordt om woorden te leren, hoewel andere toepassingen ook denkbaar zijn. Gebruikers voeren een woordenlijst in het overhoorprogramma, waarna de gebruiker het overhoorprogramma gebruikt om de ingevoerde woordenlijst te overhoren. Behalve woorden kunnen veel feitjes goed met een overhoorprogramma worden geleerd (bijvoorbeeld topografie).

## Voordeel
Overhoorprogramma's hebben als voordeel boven handmatig leren dat de computer oneindig geduld heeft en de antwoorden exact kan controleren. Dit exact controleren is tevens een nadeel, want een computer zal een iets andere schrijfwijze fout rekenen, waar een docent het antwoord goedkeurt.
Veel overhoorprogramma's bevatten grote verzamelingen woordenlijsten die door de gebruikers gebruikt kunnen worden. Hierdoor hoeven gebruikers minder vaak zelf woordenlijsten in te voeren. Dit scheelt soms veel invoerfouten. Het zelf maken van woordenlijsten is echter niet verkeerd; hier leer je namelijk ook veel van. Verschillende uitgevers leveren officiële woordenlijsten bij hun methoden, speciaal voor gebruik in overhoorprogramma's.
Naast deze voordelen kunnen overhoorprogramma's extra functionaliteiten hebben om het leren makkelijker te maken.
- Gespreide herhaling. Dit is een leermethode waarbij kennis herhaald wordt over een telkens langer wordend tijdsinterval. Als men iets nieuws wil leren dan dient dit aanvankelijk met korte tussenpozen herhaald te worden en deze periodes kunnen verlengd worden naarmate iets beter bekend is. Overhoorprogramma's kunnen dit interval berekenen. Hierdoor gaat het leren veel efficiënter.
- Uitspraak. Het overhoorprogramma kan de woordjes ook uitspreken. Dit kan met de meeste moderne overhoorprogramma's.
- Gamificatie. Dit is het aanwenden van spelprincipes en speeltechnieken in een niet-spelcontext. Hiermee kan wordt het leren leuker en motiverender.
- Het gebruik van Context. Vaak worden met een overhoorprogramma woordjes geleerd. Deze woorden leer je het beste in een context. Bij verschillende programma's is het mogelijk om opmerkingen of plaatjes toe te voegen aan het te leren materiaal.

## Geschiedenis
In 1990 werd er onderzoek gedaan naar optimaal leren met behulp van de computer door te overhoren. Deze technieken worden niet direct doorgevoerd in het onderwijs. Door de voordelen van overhoren met de computer werden de eerste Nederlandse overhoorprogramma's snel ontwikkeld zodra de computer het klaslokaal bereikte.
Sinds de opkomst van Web 2.0 is het normaal geworden voor overhoorprogramma's om woordenlijsten online te kunnen publiceren en op te slaan. Vaak worden de overhoorprogramma's geheel online aangeboden. 
De manieren van overhoren worden meer interactief en geven betere feedback aan de gebruiker. Technieken voor de implementatie van gespreide herhaling verbeteren de efficiëntie van het leren. Een aantal programma's biedt gebruikers de optie leerwerk automatisch te verdelen en controleert de opgebouwde kennis van de gebruiker regelmatig met voortgangstoetsen.
Op woordjesleren.nl worden vele duizenden vragenlijsten gedeeld, die kunnen worden overgenomen door verschillende overhoorprogramma's.
Internationale websites als flashcardexchange.com bieden ook vele duizenden vragenlijsten, deze kunnen geïmporteerd in bijvoorbeeld OpenTeacher.
Met de opkomst van de Smartphone kan je met verschillende systemen ook vanaf de mobiele telefoon leren.